# الکساندریا، جامایکا
الکساندریا، جامایکا (به لاتین: Alexandria, Jamaica) یک منطقهٔ مسکونی در جامائیکا است که در Saint Ann Parish واقع شده‌است.

## خصوصیات
الکساندریا ۱٬۶۷۲ نفر جمعیت دارد و ۶۴۷٫۷۱ متر بالاتر از سطح دریا واقع شده‌است.